# Malînivka, Semenivka
Malînivka (în ucraineană Малинівка) este un sat în comuna Ustîmivka din raionul Semenivka, regiunea Poltava, Ucraina.

## Demografie
Componența lingvistică a localității Malînivka
     Ucraineană (100%)
Conform recensământului din 2001, toată populația localității Malînivka era vorbitoare de ucraineană (100%).